# Aclista janssoni
Aclista janssoni är en stekelart som beskrevs av Nixon 1957. Aclista janssoni ingår i släktet Aclista, och familjen hyllhornsteklar. Arten är reproducerande i Sverige.